# Sphaenorhynchus surdus
A Sphaenorhynchus surdus a kétéltűek (Amphibia) osztályának békák (Anura) rendjébe és a levelibéka-félék (Hylidae) családjába tartozó faj.

## Előfordulása
A faj Brazília endemikus faja. Természetes élőhelye szubtrópusi vagy trópusi nedves bozótosok, szubtrópusi vagy trópusi időszakosan nedves síkvidéki rétek, édesvizű tavak, édesvizű mocsarak.